# Lygisma flavum
Lygisma flavum är en oleanderväxtart som först beskrevs av Henry Nicholas Ridley, och fick sitt nu gällande namn av Kerr. Lygisma flavum ingår i släktet Lygisma och familjen oleanderväxter. Inga underarter finns listade i Catalogue of Life.